# Pus

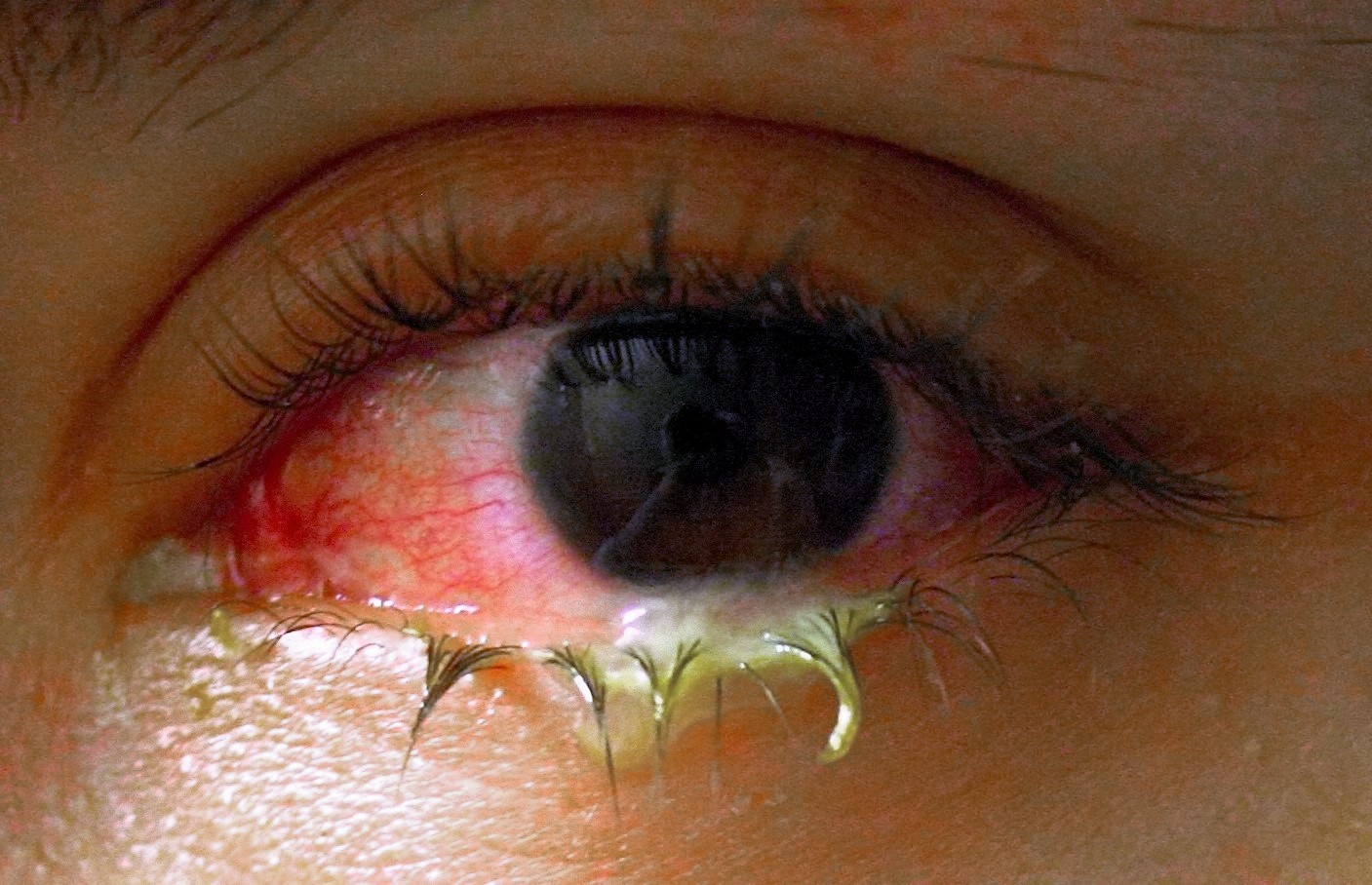
Un œil humain atteint de conjonctivite purulente.

Le pus est un exsudat pathologique, liquide séreux résultant d'une inflammation par des bactéries ou des champignons dits pyogènes (provoquant une formation de pus ou suppuration). Le pus est composé de débris cellulaires, des leucocytes (cellules blanches du sang) qui ont afflué jusqu'au site intéressé pour combattre l'infection et des micro-organismes morts ou vivants. Il peut se présenter au cours d'infections superficielles (plaies, boutons, pustules, etc.) ou profondes. Une accumulation de pus dans un espace de tissu confiné s'appelle un abcès. L'écoulement de pus s'appelle une pyorrhée.

## Aspects
L'aspect du pus (consistance, couleur et éventuellement odeur) peut donner des indications probables sur la bactérie pyogène. 
Le plus souvent un pus blanc crémeux, épais et bien lié évoque un staphylocoque ;  clair et très fibrineux (avec des filaments) un méningocoque ; clair et mal lié un streptocoque ; mal lié et peu fibrineux un bacille tuberculeux.
Un pus liquide trouble ou louche, brun ou sanguinolent, d'odeur fétide, fait penser à des bactéries anaérobies. Un pus de couleur bleutée avec odeur de plâtre frais évoque un bacille pyocyanique ; celui à couleur verdâtre un pneumocoque ; avec de petits grains jaunâtres à Actinomyces ; de couleur brun chocolat striée de sang à l'amibiase.

## Composition
Le pus est composé, en proportions variables, de plasma sanguin, de granulocytes neutrophiles (un type de leucocytes) altérés, qui prennent alors le nom de pyocytes, ou non, de débris, de cellules desquamées, de cellules mortes ou mourantes, des micro-organismes, et de compléments de tissu nécrotique, formés par le processus de la nécrose.

## Diagnostic
La recherche et l'identification des bactéries dans le pus se fait par examen microscopique direct après coloration ; et par ensemencement sur des milieux de culture adéquats.

## Traitement
Le premier traitement d'un abcès est l'évacuation du pus donc il faut parfois le ponctionner ou l'exciser si l'abcès risque fortement de fistuliser (créer un conduit anormal vers l'extérieur ou vers un autre organe interne). Le pus peut cependant être résorbé progressivement par les macrophages s'il n'y en a qu'une petite quantité.

## Histoire de la suppuration
Selon la théorie humorale de Galien, remontant à l'antiquité, « l'humide est bon et le sec mauvais » dans le traitement des plaies. Ainsi la suppuration est jugée comme un processus de guérison nécessaire, correspondant à l'évacuation d'humeur mauvaise.
Au Moyen Âge, les chirurgiens et médecins cherchent à différencier le pus bonum et laudabile, longtemps appelé pus louable (inodore, épais et blanc crémeux ou bon pus à respecter) des mauvais pus à combattre, les pus d'odeurs et de couleurs. Quelques chirurgiens, dès le XIIIe siècle comme Théodoric Borgognoni ou Henri de Mondeville, préconisent le lavage précoce des plaies pour prévenir toute suppuration, mais cette idée restera toujours très minoritaire jusqu'au XIXe siècle, à l'époque de Joseph Lister et Louis Pasteur.
L'idée d'une suppuration bénéfique persistera cependant durant la première moitié du XXe siècle (jusqu'à l'arrivée des antibiotiques) avec la pratique dite des abcès de fixation visant à traiter une infection générale par une suppuration localisée.